# Harold Calvin Marston Morse

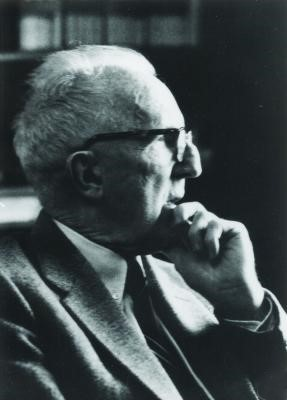
Marston Morse, 1965

Harold Calvin Marston Morse, oder kurz Marston Morse, (* 24. März 1892 in Waterville, Maine; † 22. Juni 1977 in Princeton, New Jersey) war ein US-amerikanischer Mathematiker, der auf dem Gebiet der Variationsrechnung und der Differentialgeometrie arbeitete.

## Leben
Marston Morse studierte am Colby College in Waterville und ging dann an die Harvard-Universität, wo er 1915 sein Diplom und 1917 seinen Doktor bei George David Birkhoff machte mit einer Arbeit über Geodäten auf Flächen negativer Krümmung. Im Ersten Weltkrieg diente er mit Auszeichnung in einer Ambulanzeinheit in Frankreich. Danach unterrichtete er ab 1919 in Harvard, an der Cornell University (1920–1925), der Brown University 1925/26, und danach wieder in Harvard, bevor er 1935 an das Institute for Advanced Study in Princeton ging. Während des Zweiten Weltkrieges verfasste er am Institute for Advanced Study etwa 80 mathematische Gutachten zu Fragen der Ballistik, der Wirkung von Munition und des Radars. 1962 wurde er emeritiert.
Sein Arbeitsgebiet war überwiegend die Variationsrechnung „im Großen“ (globale Analysis). Hier schuf er eine eigene Theorie der Maxima und Minima von Funktionen, die Morse-Theorie, die Anwendungen in zahlreichen Gebieten von der mathematischen Physik, der Theorie der Differentialgleichungen bis zur Differentialtopologie hat. Seine Doktorandin Nancy Cole unterstützt ihn 1934 bei der Veröffentlichung seines Buches The Calculus of Variations in the Large.
Vorarbeiten zur Morsetheorie wurden schon im 19. Jahrhundert durch James Clerk Maxwell  („On hills and dales“, 1870) und Arthur Cayley (On contour and slope line 1859) gemacht – die sogenannte „Bergsteigerformel“: Anzahl der Gipfel plus Anzahl der Täler minus Anzahl der Pässe gleich zwei (der Beweis kann elementar durch Abzählen bei ansteigendem bzw. fallendem Meeresspiegel geführt werden). Einer Mannigfaltigkeit wird eine Höhenfunktion f zugewiesen (Morsefunktion) und es werden die kritischen Punkte betrachtet, in denen der Gradient (Ableitung) von f verschwindet. Das können Maxima, Minima oder Sattelpunkte sein. Jedem kritischen Punkt wird ein Morse-Index zugewiesen, der der Anzahl unabhängiger Richtungen entspricht, in denen die Funktion f abnimmt (also bei Flächen im {\displaystyle R^{3}} bei Maxima 2, Minima 0, Sattelpunkten 1). Das ganze lässt sich formalisieren: in kritischen Punkten verschwindet die 1. Ableitung. Ist die Matrix der 2. Ableitungen (Hesse-Matrix) nicht singulär (Determinante ungleich Null), so sind die kritischen Punkte nicht-entartet und geometrisch isolierte Punkte. Die Anzahl negativer Eigenwerte der Hesse-Matrix gibt den Index. Eine Morse-Funktion ist eine Funktion mit nur nicht-entarteten kritischen Punkten („fast alle“ Funktionen auf Mannigfaltigkeiten sind solche Morsefunktionen). Nach dem Morse-Lemma lässt sich die Funktion nahe dem kritischen Punkt als quadratische Form darstellen, wobei in n Dimensionen bei Index r es r-mal negatives, (n-r) mal positives Vorzeichen der Quadrate gibt.
In der klassischen Morse-Theorie werden dann aus dem Verhalten der Morsefunktion und ihrer kritischen Punkte Rückschlüsse auf die Topologie der Mannigfaltigkeit gezogen. Der Homotopietyp ändert sich erst bei Auftauchen kritischer Punkte, und zwar so, dass eine Zelle (im Sinn der algebraischen Topologie) von der Dimension des Index des kritischen Punktes „hinzugefügt“ wird.
Morse-Ungleichungen bestehen zwischen der alternierenden Summe der Anzahlen von kritischen Punkten mit Index {\displaystyle n} und der alternierenden Summe des Rangs von Homologiegruppen in entsprechenden Dimensionen. Als Spezialfall ergibt sich die Euler-Poincare-Charakteristik als alternierende Summe der Anzahlen der kritischen Punkte.
Schon Morse war aufgefallen, dass die entarteten Punkte für Übergänge in dynamischen Systemen von Bedeutung sind, was in René Thoms „Katastrophentheorie“ ausgebaut wurde.
1929 wurde Morse in die American Academy of Arts and Sciences gewählt, 1932 in die National Academy of Sciences und 1936 in die American Philosophical Society. 1933 erhielt er den Bôcher Memorial Prize für seine Arbeiten in der Analysis. 1950 hielt er einen Plenarvortrag auf dem Internationalen Mathematikerkongress in Cambridge (Massachusetts) (Recent Advances in Variational Theory in the Large) und ebenso in Zürich 1932 (The calculus of variations in the large). 1967 wurde er Ehrenmitglied der London Mathematical Society.
Seit 1922 war er mit Celeste Phelps verheiratet, mit der er einen Sohn und eine Tochter hatte. Die Ehe endete 1930 und es gab 1932 einen kleinen Skandal in Harvard, als seine Ex-Ehefrau den Mathematik-Professor-Kollegen William Fogg Osgood heiratete, der damals 28 Jahre älter als Morse war und sich danach zurückziehen musste.
Er wollte stets mit dem Vornamen Marston angeredet werden, dem Geburtsnamen seiner Mutter.

## Werke
- Collected Papers, 6 Bände, World Scientific 1987.
- Raoul Bott (Hrsg.): Selected Papers. Springer 1981.
- The foundations of the theory of calculus of variations in the large in m-space, Trans. American Mathematical Society 1929.
- Calculus of variations in the large, American Mathematical Society 1934.
- Topological methods in the theory of functions of a complex variable, Princeton University Press 1947.
- Lectures on analysis in the large, 1947.
- mit Stewart Cairns: Critical point theory in global analysis and differential topology. Academic Press 1969.
- Variational analysis: critical extremals and Sturmian extensions, Wiley 1973, Dover 2007.